# Astérix gladiador
Astérix gladiador (en francés: Astérix gladiateur) es el cuarto tomo de la serie de historietas Astérix el Galo creadas por Albert Uderzo (dibujo) y René Goscinny (guion). Fue publicado de manera seriada en la revista francesa Pilote de 1962 a 1963 y como álbum en 1964, con una tirada inicial de 60 000 ejemplares.[cita requerida] Fue adaptado a dibujos animados en 1985 en la película Astérix y la sorpresa del César. combinado con el argumento de Astérix legionario.
Es la primera aventura en la que los galos visitan Roma y la primera aparición de los piratas, personajes recurrentes en tomos posteriores.

## Argumento
El prefecto de la Galia, Calígula Pocospelus va al campamento de Petibonum a visitar a su amigo el centurión Graco Linus porque va de vacaciones a Roma y quiere llevarle de regalo a Julio César uno de los invencibles galos de la aldea, ya famosa en el mundo romano. 
Graco Linus envía a sus hombres para que rapten al bardo Asurancetúrix, acto que es observado por el niño Codornix, que se lo cuenta a Astérix y Obélix, y éstos a su vez al jefe de la aldea, Abraracúrcix. Los galos van al campamento romano de Petibonum a rescatar al bardo, y allí se enteran de que ha sido enviado a Roma como regalo para César. Los galos deciden enviar a Astérix y a Obélix en su rescate.
Los amigos deciden hacer el viaje por mar. Se embarcan en una galera fenicia, de Tiro, que durante la travesía es atacada por piratas a los que vencen los dos galos, que se granjean así el agradecimiento de los fenicios. En Roma se encuentran con Jabalix, un galo dueño de un restaurante que les informa de que el bardo está encerrado en el circo para ser arrojado a los leones en los próximos días. En la posada se enteran del lugar preciso en que se encuentra encerrado el bardo: la mazmorra n.º XVIII del primer subterráneo. 
A Julio César no le impresionó el regalo del bardo, por lo que hace venir a Cayo Obtusus, el preparador de los gladiadores, para que lo arroje a los leones en los próximos juegos.
En las termas, coincide Cayo Obtusus con los dos galos. Cayo, que siempre anda buscando gladiadores, se fija en ambos, pero la suerte hace que ellos se presenten voluntariamente para participar como gladiadores. Cayo Obtusus los acepta y se los entrega a Bestiarus para que los entrene. 
En el circo, los galos derrotan a una cohorte, ganan una carrera de carros y ante la solicitud del público son perdonados por César. Vuelven a su aldea por mar con el bardo.

## Personajes
- Astérix: Guerrero Galo, héroe de estas aventuras.
- Ideafix: Perrito blanco de Obélix.
- Obélix: Repartidor de menhires. Íntimo amigo de Astérix.
- Panorámix: Druida de la aldea. Fabrica la poción mágica.
- Asurancetúrix: Bardo de la aldea.
- Ordenalfabetix: Pescadero de la aldea.
- Codornix: Niño cazador de jabatos. Su nombre referencia a la codorniz.
- Abraracúrcix: Jefe de la aldea.
- Jabalix: Galo dueño de un restaurante en Roma. Vuelve a aparecer en Astérix en Córcega.
- Calígula Pocospélus: Prefecto de la Galia. Su nombre hace referencia al emperador romano Calígula.
- Graco Linus: Centurión de Petibonum.
- Julio César: Imperator romano.
- Cayo Obtusus: Preparador de gladiadores para el circo romano.
- Bestiarus: Encargado de los gladiadores. Su nombre es referencia a «bestiario», un tipo de luchador romano.